# 80年代専門番組ときめき!レコード室 どきっ
80年代専門番組ときめき!レコード室 どきっ（80ねんだいせんもんばんぐみときめき！レコードしつ　どきっ）は、NBCラジオで2021年4月2日から放送されているラジオ番組。略称は「ときレコ」。NBCラジオの番組表等には「ときめき!レコード室 どきっ」と表記される。放送時間は毎週金曜21:30から22:00の30分間。2023年4月からは毎週日曜10:00から10:30に再放送をしている。

## 概要
2021年3月限定で放送された「真璃子のときめきレコード室」を拡大リニューアルして、2021年4月より放送が開始されたラジオ番組。番組コンセプトは、「80年代を彩ったアイドルたちを、マニアックにピックアップ！ 今じゃほとんど耳にすることのないレアな名曲の数々を聴きながら、 ときめいていたあの頃を思い出して下さい！ あなたのアイドルは・・・誰ですか？」。
毎回１名（組）のアイドル（アイドル以外の場合もある）をピックアップしてメインパーソナリティのむとちゃんこと武藤和行がセレクトした数曲を流している。番組中盤に「真璃子の時間ですよ!」（毎月第二金曜日以外は「勝手に真璃子推し!」）のコーナーを10分程度放送し、後半でリスナーからのお便り（メール、メッセージ）を紹介している。
年に数回、「抜き打ちリクエスト特集」と題して、リスナーからのリクエスト曲に応えている。

## 出演者
- 武藤 和行（むとちゃん）[2]
- 真璃子（「真璃子の時間ですよ！」コーナー担当）

## 番組内容
- オープニング

オープニング曲は山岸潤史の「MORE CORKSCREW」が使用されている。同曲は80年代にTBSラジオで放送されていた『ラジオはアメリカン』のオープニングで使われていた。
オープニングでは、武藤和行が「出席とりますよ」のかけ声に続き、リスナーのラジオネーム（ときレコ放課後クラブ会員の場合は会員番号とラジオネーム）を数名呼びかけた後、「一部の趣味の愛好家のみなさん、聴いておりますでしょうか。ときめき！レコード室どきっのお時間でございます。こんばんは、通りすがりのドルオタ代表、むとちゃんこと武藤和行です！」でスタートするのが定番になっている。
- 真璃子の時間ですよ!

コーナー担当の真璃子が、80年代アイドル代表として、アイドル時代のエピソードトークや、『真璃子のオールナイトニッポン』での思い出、自身のライブや新曲等の告知をしている。コーナータイトルは、真璃子がアイドル時代に出演していたTBS系テレビドラマ『時間ですよ ふたたび』『時間ですよ　たびたび』をオマージュしている。新型コロナウイルスの影響により、電話出演が多いが、NBCラジオ佐賀のスタジオで収録することもある。

2023年6月23日の放送では、30分の放送時間すべてを「真璃子の時間ですよ！スペシャル」と題して、アイドル時代に仲のよかった南野陽子が電話出演し、デビュー当時に2人が共演した「名門私立女子高校」（1984年、NTV）の話題や当時のエピソードなどで盛り上がった。なお、放送日となった6月23日は南野陽子の誕生日であった。
2023年10月より、それまでの毎週放送から毎月第二金曜日の月1回の放送となり、真璃子の出演のない週については「勝手に真璃子推し!」（後述）が放送されている。
- 勝手に真璃子推し!

2023年10月から「真璃子の時間ですよ!」コーナーが毎月第二金曜日の月1回の放送となったことに伴い、「真璃子の時間ですよ!」の放送がない週に放送されているコーナー。リスナーや武藤和行の推す真璃子の楽曲を紹介している。
- お便りdeポン!

特集してほしいアイドルを募るとともに、番組の感想やリクエストなどのお便り（メール、メッセージ）を紹介している。紹介しきれない場合でも、できる限りラジオネームを読み上げるなど、リスナーを重視している。2024年6月7日の放送ではリスナーのリクエストに応え、本コーナー「お便りdeポン!」スペシャルが放送された。
- アイドルマニアックのコーナー

特集で取り上げたアイドルのエピソードやちょっとマニアックな楽曲などを紹介するコーナー。
- エンディング

特集で取り上げたアイドル等の楽曲にのせ、お便りのあて先、ときレコ放課後クラブ会員への指令（という名のお願い）、特集で取り上げたアイドル等への思い、その他近況等が語られる。

## ときレコ放課後クラブ
リスナーの要望に応え、当番組のファンクラブとして「ときレコ放課後クラブ」が2023年6月に発足された。番組公認の会員証を発行しており、会員証の会員番号およびラジオネームの部分は手書きであり、何名かは真璃子が手書きしたものになっている（送付状でその旨を記載）。2023年7月現在、募集期間は終了しているが、入会希望者が一定人数が集まった場合は再募集するとしている。その後、番組へのメッセージを通じて入会希望者が一定数に達したため、2023年12月に第二期会員を追加募集している。
会員特典としては、番組冒頭で毎週数名が会員番号とラジオネームを呼ばれるが、会員制番組ではないため、特段の特典や義務はないこととしている。
時折、会員各位への指令と称してリクエストのお願い等が出されるが、会員でなくてもリクエストに応じる旨をアナウンスしている。

## 番組略歴
- 2021年4月2日　番組開始
- 2022年3月13日　初の公開録音

佐賀市呉服元町の656（むつごろう）広場で実施。内容は「真璃子の時間ですよ!」の公開生収録、真璃子のスペシャルミニライブなどであった。この時の模様は2022年3月25日及び4月1日に放送された。
- 2022年3月18日　森口博子からのメッセージ（コメント出演）[5]を放送
- 2022年7月22日　菊池桃子からのメッセージ（コメント出演）[6]を放送
- 2022年8月19日　真璃子 Birthday Live 2022 ダイジェスト放送[7]

真璃子のバースデーライブ「真璃子 Birthday Live 2022～はじまりはMy Hometown～」
　（福岡市にて2022年7月31日開催）の模様がダイジェスト版で放送された。
- 2022年10月7日　柏原芳恵がゲスト出演[8]（電話出演）
- 2023年4月2日　日曜10:00 - 10:30の枠で再放送が開始
- 2023年6月23日　「真璃子の時間ですよ!スペシャル」で南野陽子がゲスト出演[9]（電話出演）
- 2023年10月20日　「勝手に真璃子推し!」コーナーがスタート
- 2024年2月9日　「真璃子の時間ですよ!バレンタイン・スペシャル」でいまのまいがゲスト出演[10]（電話出演）
- 2024年4月5日　フリーマガジン『MOTEMOTEさが』[注 1]がスポンサーとなる。
- 2024年5月10日　「真璃子の時間ですよ!スペシャル」で 1988年デビューのアイドル北岡夢子がゲスト出演[11]（電話出演）
- 2024年5月31日　 1983年デビューのアイドル 河上幸恵がゲスト出演[12]（電話出演）
- 2024年6月14日　「真璃子の時間ですよ!スペシャル」で 作曲・編曲家の山川恵津子がゲスト出演[13]（電話出演）
- 2024年6月21日　 1988年デビューのアイドル 姫乃樹リカがゲスト出演[14]（電話出演）
- 2024年8月2日　真璃子の誕生日8月2日に合わせ「勝手に真璃子推し!真璃子生誕祭スペシャル」を放送。

　　　　　　　　　真璃子のファーストアルバム「真璃子」（1986年9月5日リリース）の収録曲よりオンエア。
- 2024年8月16日　森口博子からのメッセージ（コメント出演）[15]を放送
- 2024年9月27日　2回目の番組公開録音

佐賀駅南側歩道「さが維新テラス」（佐賀市駅南本町）で開催されたNBCラジオ佐賀のイベント「RADION STREET」にて実施。この時の模様は2024年10月11日放送予定。
- 2025年3月14日　「真璃子の時間ですよ!スペシャル」で 1984年デビューのアイドル田中久美がゲスト出演[18]（電話出演）
- 2025年4月11日　「真璃子の時間ですよ!スペシャル」で ドラマ「夏・体験物語２」でブレイクした1アイドル藤井一子がゲスト出演[19]（電話出演）

## エピソード
少年隊の植草克秀（カッチャン）本人が、2021年8月6日放送の少年隊特集を聴いたとツイートしたことにより、少年隊ファンの間で話題となる。